# 七瘤尾园蛛
七瘤尾园蛛（学名：Arachnura heptotubercula）为园蛛科尾园蛛属的动物。在中国大陆，分布于湖南、浙江等地，常见结网于树上。该物种的模式产地在湖南。